# Astroceramus denticulatus
Astroceramus denticulatus är en sjöstjärneart som beskrevs av McKnight 2006. Astroceramus denticulatus ingår i släktet Astroceramus och familjen ledsjöstjärnor.
Artens utbredningsområde är havet kring Nya Zeeland. Inga underarter finns listade i Catalogue of Life.